# Cercopithèque
Taxons concernés
Dans la famille des Cercopithecidae:  
- Dans les genres :
  - Cercopithecus
  - Allenopithecus
  - Chlorocebus
  - Miopithecusmodifier

Cercopithèque est un nom vernaculaire ambigu désignant en français certains singes de la famille des Cercopithecidae. La plupart des cercopithèques appartiennent au genre Cercopithecus. 
Les genres Allenopithecus, Miopithecus, Erythrocebus et Chlorocebus ont été, par le passé, compris dans le genre Cercopithecus. Certaines espèces sont ainsi encore appelées « cercopithèque » alors qu'elles n'appartiennent plus au genre Cercopithecus.
Autrefois, on appelait également tous ces singes des « guenons », mais le nom est aujourd'hui utilisé pour désigner un singe femelle et plus particulièrement celle du chimpanzé,.

## Nomenclature et étymologie

### Étymologie
Le terme cercopithèque vient du grec ancien κερκοπίθηκος, via le latin cercopithecus, qui signifie singe à grande queue. Le mot apparaît dans la langue française au milieu du XVIe siècle sous la forme cercopitheces, qui devient cercopiteques en 1564.

### Définition du terme
Le mot « Cercopithèque » est absent des dictionnaires de français anciens.
Le Dictionnaire de la langue française d'Émile Littré, publié en 1863, définit le cercopithèque comme une « espèce de singe à longue queue ».
Le dictionnaire français Larousse définit le cercopithèque de façon plus précise : géographiquement comme étant « de l'Ancien Monde » et morphologiquement comme ayant une « queue non prenante », « des abajoues » et des « callosités fessières » .
Trésor de la langue française informatisé (TLFi), tout en conservant la définition de singe « caractérisé par une longue queue », donne une définition différente en présentant le cercopithèque comme un « singe catarhinien» et en précisant qu'il sert « de type aux cercopithécidés ». Il cerne aussi son habitat : « les forêts d'Afrique centrale et méridionale » .
Le genre Cercopithecus rassemble des cercopithèques mais certaines espèces portent parfois d'autres noms vernaculaires comme Singe, Mone, Moustac, Hocheur, Pain à cacheter, Sitka...

## Noms vernaculaires et noms scientifiques correspondants
Liste alphabétique des noms vulgaires ou des noms vernaculaires attestés en français.

Note : certaines espèces ont plusieurs noms et, les classifications évoluant encore, les noms scientifiques sont peut-être des synonymes de taxons actuels.
- Cercopithèque à diadème[8],[9] - Cercopithecus albogularis et Cercopithecus mitis
- Cercopithèque ascagne[8],[9] - Cercopithecus ascanius
- Cercopithèque à tête de hibou[9] - Cercopithecus hamlyni
- Cercopithèque à queue dorée[9] - Cercopithecus solatus
- Cercopithèque à queue de soleil[8],[10],[9] - Cercopithecus solatus
- Cercopithèque de Allen[11] - Allenopithecus nigroviridis
- Cercopithèque du Balé[12] - Chlorocebus djamdjamensis
- Cercopithèque de Brazza[8],[9] - Cercopithecus neglectus
- Cercopithèque de Campbell[9] - Cercopithecus campbelli
- Cercopithèque de Dent[9] - Cercopithecus denti
- Cercopithèque du Gabon[9] - Cercopithecus solatus
- Cercopithèque de Hamlyn[8] - Cercopithecus hamlyni
- Cercopithèque de l'Hœst[8],[9] - Cercopithecus lhoesti
- Cercopithèque de Lowe[9] - Cercopithecus lowei
- Cercopithèque de Preuss[8],[9] - Cercopithecus preussi
- Cercopithèque de Roloway[9] - Cercopithecus roloway
- Cercopithèque de Sclater[9] - Cercopithecus sclateri
- Cercopithèque de Wolf[8],[9] - Cercopithecus wolfi
- Cercopithèque diane[8],[13] - Cercopithecus diana
- Cercopithèque dryade[12]  - Cercopithecus dryas
- Cercopithèque hocheur[9] - Cercopithecus nictitans
- Cercopithèque mignon[10] - Miopithecus talapoin
- Cercopithèque mone[9] - Cercopithecus mona
- Cercopithèque moustac[10] - Cercopithecus cephus
- Cercopithèque noir et vert[14],[9] - Allenopithecus nigroviridis
- Cercopithèque pogonias[8],[9] - Cercopithecus pogonias
- Cercopithèque tantale[12] - Chlorocebus tantalus

## Cercopithèque dans la culture populaire
- « Cercopithèque ! » est une des injures préférées du capitaine Haddock dans la série Les Aventures de Tintin.
- Dans l'émission radiophonique Les Grosses Têtes, en 1982, le singe cercopithèque faisait l'objet d'une séquence humoristique, devenue célèbre, orchestrée par Gérard Jugnot et Jean Yanne, s'émerveillant de la particularité des attributs génitaux de l'animal... et fantasmant sur l'utilité de ce dernier pour représenter la nation française. Ce jour-là[15], Philippe Bouvard soumettait aux sociétaires, la question suivante : pourquoi le singe cercopithèque est appelé 14 Juillet par les sexologues. La réponse étant que son sexe dispose de deux testicules bleus, surmontés d'une verge blanche, cachant un gland rouge[réf. souhaitée] (La description s'applique en réalité à un autre Cercopithéciné, le singe vert).